# Voghiera
Voghiera är en ort och kommun i provinsen Ferrara i regionen Emilia-Romagna i Italien. Kommunen hade 3 674 invånare (2018).